# Sansonia alisonae
Sansonia alisonae is een slakkensoort uit de familie van de Pickworthiidae. De wetenschappelijke naam van de soort is voor het eerst geldig gepubliceerd in 2003 door Le Renard & Bouchet.